# 浍河 (怀洪新河)
浍河，古作濊水、涣水，位于中華人民共和國河南省东部和安徽省北部，原是淮河一条重要支流，曾是漴潼河水系的一部分，现为怀洪新河最大的支流。全长211公里，流域面积4850平方公里。因其主要支流为包河，故有时也称“包浍河”。

## 历史
古浍河在东晋前称“濊水”，源自陈留县境内的古鸿沟，南朝齐改称“涣水”。后浍河在今夏邑县南部业庙乡以上河段淤塞，清朝时期将蔡油坊以下河段称“浍水”，即今浍河。原浍河在今安徽省五河县直接入淮，20世纪50年代实施五河内外水分流工程，将浍河纳入漴潼河水系。怀洪新河竣工后，漴潼河成为其一部分，浍河又改属怀洪新河。

## 干流概况
今浍河源自河南省夏邑县南部业庙乡蔡油坊村，东南流经永城市西南部、安徽省濉溪县南部、宿州市埇桥区南部后流入固镇县，于固镇县刘集镇南部九湾汇入香涧湖，属于怀洪新河漴潼河水系主要支流。全长211公里。途纳东沙河、包河（在濉溪县临涣集汇入浍河）等支流。故也称包浍河。干流只有固镇站有完整的历史水文泥沙资料，该站多年平均流量27.1m3/s，1954年实测最大流量1340m3/s，多年平均输沙量10万吨，输沙率3.2kg/s，含沙量0.12kg/m3。
临涣集以上，包浍河流域呈扇形，地势高、坡降陡，河槽窄深，汇流快；临涣集以下长136.5km，曲折系数1.35，地势低洼，地面坡降万分之一，河底比降1/16000，蕲县镇以下河槽浅小，两岸无堤防，沟口无涵闸，常受洪水串湾漫淹，防洪排涝标准极地，排涝能力达不到三年一遇流量的四成。1965年包浍河大洪水，水淹宽度达8km，平均水深1.5-2m，淹没农田110万亩，村庄1300个。安徽省1994年编制的包浍河初步治理工程设计，按三年一遇除涝流量82%对河道疏浚开挖，按20年一遇防洪标准筑堤，蕲县闸以下通航标准六级。河道节制闸、沟口防洪涵闸按五年一遇排涝流量设计，20年一遇洪水校核。工程预算投资2.87亿元，1994年4月开工。主要内容：
- 孙疃至九湾河道疏浚扩挖；王洲子、于渡口、陈楼、朱洲、湖沟集、丁河套、小北湾、关窑、小王庄、三里湾等10处急弯进行裁弯取直，河道缩短7.5km；切咀扩挖；河底平均挖深2.0-2.5m，挖宽30-50m，浅滩切挖，设计平均流速0.5-1.7m/s，保持不冲不淤。总计土方1136万m3。
- 蕲县闸至九湾两岸筑堤，土方1044万m3
- 新建吴安楼、耿瓦房节制闸，扩建南坪、固镇节制闸
- 新建固镇船闸
- 新建凌家沟等12座沟口涵闸
- 新建排灌站6座

浍河在宿州市蕲县镇以下河道经疏浚后达到Ⅵ级航道标准。2018年上半年商丘市将完成沱浍河一期工程，达到通航标准

### 沱浍河航道
浍河原为一条天然的通航河流，沿岸的临涣、南坪、蕲县、固镇曾是重要的物资集散地。浍河上先后修建了五河、固镇、蕲县、南坪、黄口节制闸等，但均未同步配建过船设施，致使全线断航。
沱浍河航道由沱河上段、浍河中下段及两河连接线三部分组成，起自商丘，经虞城、夏邑、永城、濉溪、宿州、固镇、五河，入淮河，全长约340公里，其中河南省段约147公里，安徽段约193公里。浍河自商丘105国道桥至安徽蕲县闸；沱河自张板桥以下至省界航道；两河中间通过白洋沟相通。
河南永城市境内煤炭储量丰富。
主要建设内容：疏浚整治航道、修建五河、固镇、蕲县、南坪、黄口五座复线船闸，改造22座公路桥和3座铁路桥。航道按四级通航标准建设，改造后航道底宽40米，水深3.5米；船闸设计标准为500吨级，设计年通航能力420万吨。项目总投资约20亿元，其中交通部投资占50%，其余50%由省港航投资集团公司（筹建）自筹解决。规划建设7个港区，其中位于河南境内的有永城、夏邑、新桥、四里庙4个港区13个300吨级（兼顾500吨级）泊位，设计年吞吐能力340万吨。船闸工程采用四级船闸标准，船闸有效尺度为120米×12米×3米（长×宽×门槛水深），设计年通过能力420万吨；桥梁工程采用四级航道跨河建筑物标准。
浍河航道在宿州市境内长约27公里，有蕲县船闸1座，开发建设投资约2.5亿元。2008下半年可完成项目报批手续，开工建设。 
沱浍河航运开发建设工程（河南段一期）初步设计获省交通厅批复（豫交计〔2007〕351号）。 2006年安徽省人民政府批复的《安徽省内河航运发展规划》将浍河列为区域性重要航道，规划为Ⅳ级航道标准。500t级蕲县船闸于2010年建成通航，500t级固镇复线船闸于2013年开工建设，南坪闸～蕲县闸段航道应急维护疏浚工程于2013年完成。

## 流域概况
浍河流域面积4850平方公里，流域地处淮北平原，地势西北高东南低。多年平均年降水量880毫米，多年平均年径流深237毫米。浍河水质受上游城镇生活污水和工业废水影响，呈碱性，枯水期水质为Ⅳ～Ⅴ类水，丰水期为Ⅲ类水。